# سینما فرهنگیان اصفهان
سینما فرهنگیان یک سینما در شهر اصفهان، ایران است.
این سینما که در سال ۱۳۴۴ با نام سینما مهتاب تأسیس شده پس از انقلاب ۱۳۵۷ در اختیار بنیاد شهید قرار گرفت و در سال ۱۳۶۸ به سازمان آموزش و پرورش اصفهان واگذار شد و از آن زمان با عنوان سینما فرهنگیان به کار خود ادامه داد.